# Col Rogers
Vous lisez un « bon article » labellisé en 2010.
Pour les articles homonymes, voir Rogers.
Le col Rogers (anglais : Rogers Pass) est un col de montagne et un lieu historique national canadien de la Colombie-Britannique situé au centre du parc national des Glaciers. Ce col de la chaîne Selkirk, découvert en 1882 par Albert Bowman Rogers, a marqué un jalon important dans la construction du premier chemin de fer transcontinental du Canada. Il a été utilisé entre 1885 et 1917 par le chemin de fer du Canadien Pacifique, mais son franchissement a été remplacé par le tunnel Connaught à la suite des nombreuses avalanches que subissait le col. La route Transcanadienne a été inaugurée par le Premier ministre John Diefenbaker en 1962 à partir de ce col.
Le col possède un musée consacré à son histoire et une aire de service. Le lieu historique administré par Parcs Canada est visité par plus de 430 000 visiteurs par an.

## Toponymie
Le nom du col commémore son découvreur, un arpenteur américain Albert Bowman Rogers. Le Canadien Pacifique lui avait promis une prime de 5 000 $CA et de nommer le passage en son nom s'il découvrait un passage à travers la chaîne Selkirk.

## Géographie

### Situation
Le col Rogers est situé au centre du parc national des Glaciers dans le sud-est de la Colombie-Britannique. Il se trouve dans le district régional de Columbia-Shuswap à 77 km de Golden à l'est et à 69 km de Revelstoke à l'ouest.
Le col, à 1 330 m d'altitude, marque la frontière entre les chaînons Hermit au nord-ouest et Sir Donald au sud-est, tous deux étant situés dans la chaîne Selkirk de la chaîne Columbia. Il est situé entre les monts Avalanche à l'est et Cheops à l'ouest. Il présente une différence d'altitude de 544 m par rapport à la traversée du fleuve Columbia à Donald et de 896 m par rapport au même fleuve à Revelstoke.
Le col est traversé par la route 1 de la Colombie-Britannique qui est aussi la route Transcanadienne. Le nord du col marque quant à lui la séparation entre l'heure des Rocheuses et l'heure du Pacifique.

### Géologie
Contrairement aux montagnes Rocheuses, qui sont composées en majorité de roches sédimentaires, la chaîne Columbia est quant à elle composée de roches métamorphiques ; elles ont été formées il y a environ 180 millions d'années. La chaîne a été formée par l'accrétion le long de la plaque nord-américaine de terranes qui ont créé les chaînes Omineca, des Cassiars et Columbia. Elles sont plus vieilles que les Rocheuses canadiennes qui se sont formées par un chevauchement s'étant produit il y a environ 100 millions d'années.

### Climat
Le col est situé dans la ceinture humide intérieure de la Colombie-Britannique. La chaîne Columbia est le premier obstacle aux masses d'air humide venant de l'océan Pacifique après la chaîne Côtière. Les masses sont déviées vers le haut par la chaîne et se déversent de leur humidité dans les montagnes par effet de foehn, surtout en hiver. La saison hivernale dans le col débute à la mi-octobre et dure jusqu'à la mi-juin. Les précipitations neigeuses sont de 9 m par an au col, mais elles peuvent aller jusqu'à 17 m,. La couverture neigeuse au sol atteint une épaisseur moyenne de 165 cm durant l'hiver, mais elle a déjà atteint une épaisseur de 245 cm. Quant aux précipitations totales, elles sont de 1 995 mm, comparativement à 1 278 mm pour Revelstoke.
Le mois le plus froid est le mois de janvier avec une température moyenne de −9,7 °C. Le mois le plus chaud, juillet, a quant à lui une température moyenne de 12,6 °C. Les températures sont de 5 à 10 °C plus froides qu'à Revelstoke.
| Mois                              | jan.  | fév.  | mars  | avril | mai  | juin | jui. | août | sep. | oct.  | nov.  | déc.  | année   |
| --------------------------------- | ----- | ----- | ----- | ----- | ---- | ---- | ---- | ---- | ---- | ----- | ----- | ----- | ------- |
| Température minimale moyenne (°C) | −12,1 | −9,6  | −6,5  | −2,8  | 0,2  | 3,9  | 5,9  | 5,8  | 2,3  | −1,4  | −6,8  | −11,6 | −2,7    |
| Température moyenne (°C)          | −9,7  | −6,6  | −2,5  | 1,9   | 5,6  | 9,9  | 12,8 | 12,6 | 7,9  | 1,8   | −4,9  | −9,4  | 1,6     |
| Température maximale moyenne (°C) | −7,3  | −3,6  | 1,6   | 6,6   | 11   | 15,9 | 19,6 | 19,4 | 13,3 | 5     | −2,9  | −7,2  | 5,9     |
| Précipitations (mm)               | 223,1 | 156,4 | 112,2 | 74,6  | 70,9 | 95,9 | 92,1 | 91,6 | 90   | 130,3 | 196,6 | 213,4 | 1 547,3 |
| dont neige (cm)                   | 216,9 | 151,8 | 95,2  | 41    | 8,5  | 0,2  | 0    | 0    | 2,1  | 44,7  | 165,3 | 206,8 | 932,5   |

### Flore
Le col est situé à l'étage subalpin inférieur. La forêt est composée en majorité d'épinette d'Engelmann (Picea engelmannii), de sapin subalpin (Abies lasiocarpa) et de pruche subalpine (Tsuga mertensiana).

## Histoire

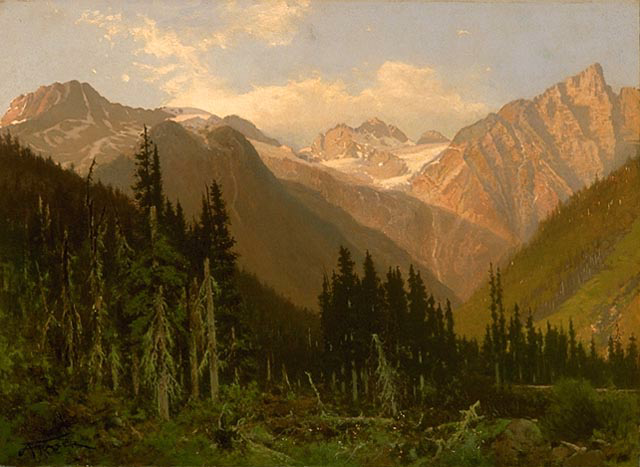
Au col Rogers (1886) par John Arthur Fraser.

La région du fleuve Columbia et de la chaîne Columbia a été fréquentée par trois peuples amérindiens : les Shuswaps, les Kootenays et les Okanagans. Ceux-ci y pratiquaient principalement la chasse, la pêche et la cueillette. Il n'y a aucune preuve que la chaîne Selkirk ait été habitée, mais il est possible que la construction de la route et du chemin de fer ait détruit quelques sites archéologiques potentiels.
En 1871, dans le but d'annexer la Colombie-Britannique au reste du Canada, John A. Macdonald, le Premier ministre canadien de l'époque, promit aux autorités de cette colonie de construire un chemin de fer qui les relirait au reste du pays en moins de dix ans. Durant les dix années subséquentes, une armée d'arpenteurs-géomètres parcoururent les Prairies et la cordillère dans le but de trouver le meilleur tracé. Ils conclurent après avoir arpenté 74 000 km que la meilleure voie devrait passer par le col Tête-Jaune. Une entreprise privée, le Canadien Pacifique, fut déclarée maître d'œuvre du projet.
En 1881, la compagnie fit volte-face et décida de faire passer le chemin de fer par un itinéraire beaucoup plus au sud à travers le col du Cheval-qui-Rue. William Van Horne, le directeur de la compagnie souhaitait établir une voie beaucoup plus courte et directe vers l'Ouest. Il n'y avait cependant aucun passage connu qui traversait la chaîne Selkirk, réputée impénétrable. Il chargea un arpenteur américain, Albert Bowman Rogers, de trouver un col à travers la chaîne. Celui-ci explora la chaîne, accompagné d'un guide Shuswaps et de son neveu, à partir de la rivière Illecillewaet jusqu'au mont Sir Donald où il crut apercevoir un col au nord. Il dut cependant rebrousser chemin par manque de vivre. En 1882, il remonta le cours de la rivière Beaver par deux fois pour découvrir finalement le col le 24 juillet 1882. Pour service rendu, la compagnie lui versa 5 000 $CA en récompense et nomma le col en son nom.

### Chemin de fer

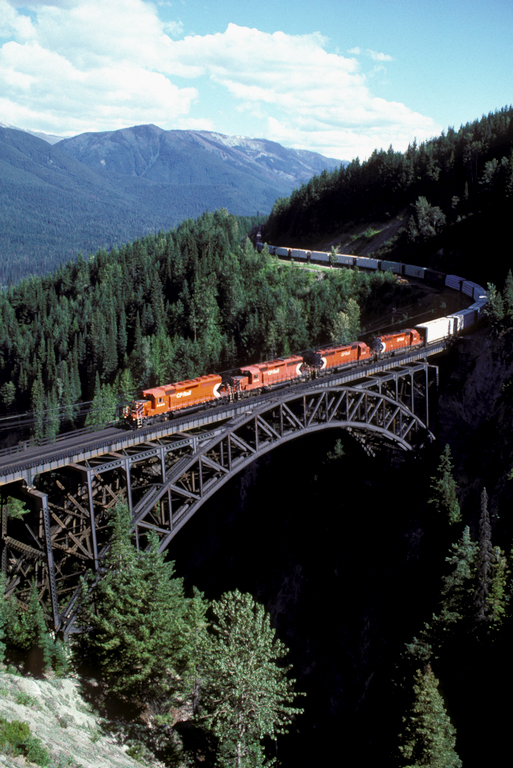
Pont du ruisseau Stoney.

Le tracé de la future ligne de chemin de fer a été établi en 1884. Les travaux furent supervisés par l'ingénieur ferroviaire et homme d'affaires d'origine écossaise James Ross (1848-1913) qui avait été nommé directeur en chef des opérations de construction au printemps 1883. Du côté est du col, le versant le plus abrupt, on installa huit ponts dans le but de grimper le col, dont le pont du ruisseau Stoney, le plus haut à l'époque, et le pont du ruisseau Mountain, qui nécessita des millions de pieds-planches de bois d'œuvre. La ligne de chemin de fer transcontinentale fut terminée à l'automne 1885. Le premier train de passagers partit de Montréal le 26 juin 1886 et arriva à Port Moody le 4 juillet.
Le col avait cependant un grave problème. Les chutes de neige annuelles atteignent 12 mètres d'épaisseur et le risque d'avalanche est élevé. Le service fut d'ailleurs interrompu durant plusieurs mois du premier hiver d'exploitation. James Ross convainquit Van Horne de construire à grand frais un réseau de 31 tunnels paravalanches sur 6,5 km de rail, inspiré de ceux que la Central Pacific avait installé au col Donner, en Californie. Des pousseurs de charge furent installés à la base est et ouest pour aider les trains à franchir le col. En 1888, des locomotives avec des chasse-neige rotatifs furent ajoutées au matériel roulant.

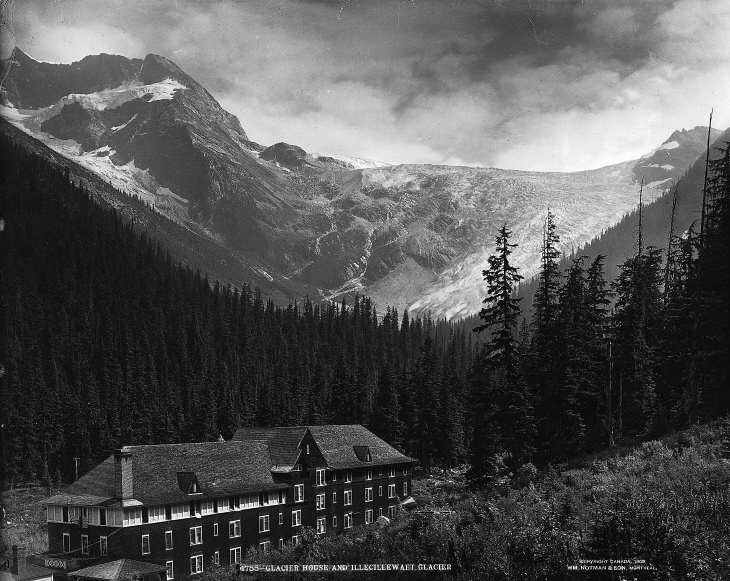
Glacier House en 1909.

Pour encourager l'utilisation de la ligne de chemin de fer, le Canadien Pacifique recommanda au gouvernement la création de trois parcs nationaux le long du tracé : le parc national de Banff en 1885, et les parcs de Yoho et des Glaciers en 1886, le dernier comprenant le col. Contrairement à Banff qui resta sous gestion gouvernementale, Yoho et Glaciers furent gérés directement par le Canadien Pacifique. La compagnie aménagea un hôtel, le Glacier House à la base du glacier Illecillewaet, tout juste à l'ouest du col. Le Canadien Pacifique y aménagea aussi un salon de thé, des sentiers et des chalets pour les alpinistes. Le Glacier House devint rapidement un hôtel populaire et fut agrandi par deux fois, en 1892 et en 1904. Le parc est aussi considéré comme le berceau de l'alpinisme en Amérique du Nord.
Le 4 mars 1910, une énorme avalanche tua 58 cheminots qui déblayaient le chemin de fer à la suite d'une précédente avalanche qui avait eu lieu de l'autre côté de la vallée. Face aux nombreux décès que le col a connu entre 1885 et 1910 (environ 200), le Canadien Pacifique décida de creuser un tunnel sous le mont Macdonald. Le tunnel Connaught a été construit entre 1913 et 31 décembre 1916, marquant la fin du passage du chemin de fer au col. Il a une longueur de huit kilomètres et il a permis d'abaisser de 168 m le sommet de la ligne. Les travaux ont coûté 60 millions de $CA à la compagnie. Quant à Glacier House, son éloignement de la nouvelle gare de Glacier provoqua son déclin puis sa fermeture définitive en 1925.
La montée des trains en direction de l'Ouest vers le col présentait toujours des difficultés. Durant les années 1980, le Canadien Pacifique fit construire au coût de 500 millions de $CA une voie parallèle de 34 km. Cette nouvelle voie possède 1,7 km de pont ainsi que deux tunnels dont l'un de 1,9 km sous le mont Shaughnessy. Le second tunnel, le tunnel du mont Macdonald, a une longueur de 14,7 km, soit le plus long des Amériques, et a permis de réduire la pente à 0,7 % ainsi que le sommet culminant à 91 m dans le tunnel Connaught, soit à 259 m effectifs sous le niveau du col. Il fut inauguré le 12 décembre 1988. Quant à l'ancien tunnel, il reste toujours utilisé pour les trains provenant de l'ouest.

### Route Transcanadienne

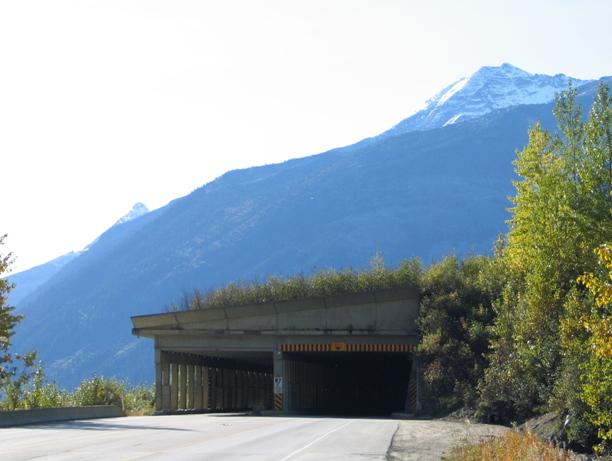
Entrée d'un tunnel pare-avalanche sur la route Transcanadienne

C'est à partir de 1950 que le programme pour la construction de la route Transcanadienne est lancé. Ce programme visait la création d'une route traversant le pays d'est en ouest. Il permettait aux provinces de construire une route nationale selon un principe de partage de coût avec le gouvernement fédéral. Pour le col Rogers, la route fut construite de 1956 à 1962, nécessitant, comme pour le chemin de fer, la construction de nombreux tunnels, barrages, tertres, levées et bassins de réception dans le but de la protéger contre les avalanches. La route Transcanadienne fut finalement inaugurée au col Rogers le 30 juillet 1962 par le Premier ministre canadien John Diefenbaker,.
En plus des systèmes de protection passive, des mesures quotidiennes sont prises pour mesurer l'épaisseur de la neige et en observer l'état. Si nécessaire, des avalanches préventives sont déclenchées à l'aide d'un canon Howitzer 105 mm de la Royal Canadian Horse Artillery.
Le col fut finalement reconnu comme lieu historique national le 27 mai 1971 pour son rôle dans la construction du chemin de fer du Canadien Pacifique. Un centre de découverte racontant l'histoire du col fut construit près du col en 1984.

## Tourisme et administration

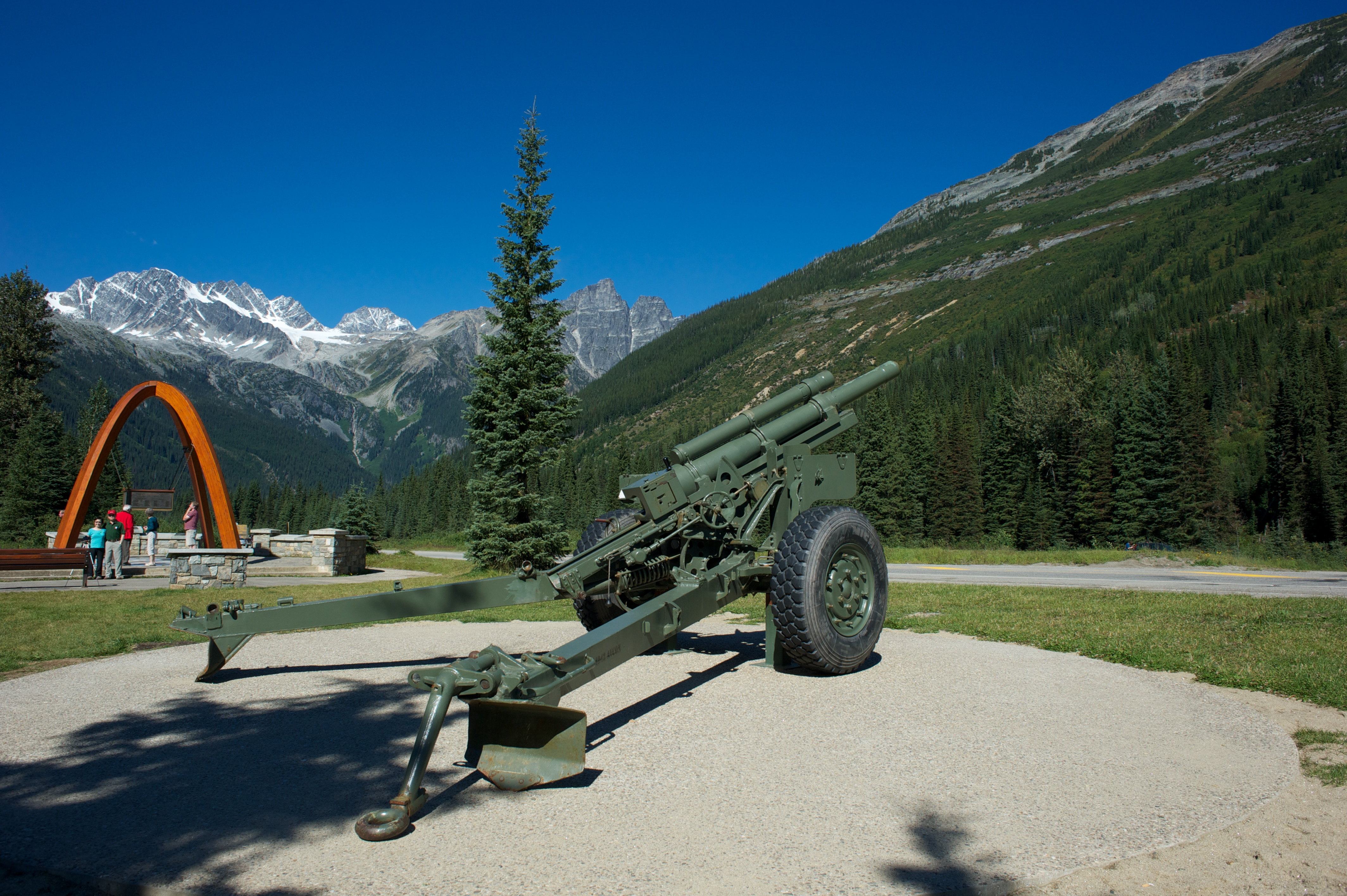
Canon paravalanche et monument de parachèvement de la route Transcanadienne.

Le lieu historique national du Col-Rogers s'étend sur une longueur de 18 km et comprend les vestiges du chemin de fer du ruisseau Loop au ruisseau Stoney. Il comprend entre autres les vestiges de l'ancienne voie de chemin de fer, de ses ponts en pierre, des pare-avalanches ainsi que quelques vestiges de bâtiments datant de la construction du chemin de fer dans le col. Il est possible de visiter le site pour faire de la randonnée pédestre, dont une partie des sentiers emprunte les anciennes voies de chemin de fer, ainsi que de pique-niquer dans les cinq haltes routières situées dans le lieu historique. Le centre de découverte du Col-Rogers, un petit musée racontant l'histoire du col, est ouvert toute l'année. Le lieu historique national a été fréquenté par 438 808 visiteurs au cours de la saison 2011-2012.
Une aire de service comprenant une station-service, un dépanneur, des restaurants et un hôtel est aussi installée près du col. Il y a en moyenne 4 603 véhicules par jour qui ont emprunté la route du col en 2009. La route présente cependant une forte variation saisonnière, la fréquentation allant de 2 269 véhicules par jour en janvier à 9 026 véhicules par jour en août.
Le lieu historique national est administré, à partir de Revelstoke, par Parcs Canada, une agence du ministère de l'Environnement du Canada. Pour l'année financière 2011-2012, l'agence dispose d'un budget de 696 millions de dollars pour gérer 42 parcs nationaux, 956 lieux historiques nationaux — dont 167 gérés directement par l'agence — et quatre aires marines nationales de conservation.